# خاندان موری (گنجی)
خاندان موری (به ژاپنی: 森氏 Mori-shi) یکی از خاندان های ژاپنی است که از خاندان سیوا گنجی منشعب شده است.